# Harald Sicheritz
Harald Sicheritz, né le 25 juin 1958 à Stockholm, est un réalisateur et scénariste autrichien.

## Biographie
Il grandit à Vienne, dans le quartier de Favoriten. Il étudie les sciences de l'information et de la communication et la science politique, obtient un doctorat avec une thèse sur la télévision.
Par ailleurs, il se fait un nom en tant que parolier et bassiste du groupe Wiener Wunder (de) qui est numéro un des ventes en Autriche en 1986 avec le titre Loretta.
Il devient journaliste et produit des programmes pour la télévision. Il écrit et réalise des publicités. De même, il fait quelques mises en scène au théâtre.
Depuis ses débuts de réalisateur en 1993, Sicheritz est devenu l'un des réalisateurs autrichiens les plus importants. Il a réalisé cinq des vingt films autrichiens les plus vus de ces vingt dernières années.

## Filmographie
- 1993 : Muttertag.
- 1995 : Freispiel.
- 1996 : Kaisermühlen Blues (de) (série télévisée).
- 1997 : Qualtingers Wien.
- 1998 : Hinterholz 8.
- 1999 : Fink fährt ab (de).
- 1999 : Wanted.
- 1999 : Jahrhundertrevue (TV).
- 2000 : Zwölfeläuten (TV).
- 2000 : Trautmann: Wer heikel ist, bleibt übrig (TV).
- 2002 : Poppitz.
- 2003 : MA 2412 – Die Staatsdiener.
- 2005 : Quatuor pour une enquête (série télévisée, 3 épisodes).
- 2005 : 11er Haus (de) (série télévisée).
- 2005 : Larmes d'avenir (Mutig in die neuen Zeiten 1) (TV).
- 2006 : Pas de vagues (Mutig in die neuen Zeiten 2) (TV).
- 2006 : Alles anders (Mutig in die neuen Zeiten 3) (TV).
- 2007 : Darum.
- 2009 : Tatort: Baum der Erlösung.
- 2010 : 3faltig
- 2010 : Die Gipfelzipfler (de) (série télévisée).
- 2011 : Lili la petite sorcière : Le Voyage vers Mandolan (Hexe Lilli: Die Reise nach Mandolan).
- 2011 : Tatort: Ausgelöscht.
- 2013 : Tatort: Zwischen den Fronten.
- 2013 : Paul Kemp - Alles kein Problem (série télévisée).